# WRC 4: FIA World Rally Championship
A WRC 4: FIA World Rally Championship a 2013-as rali-világbajnokság hivatalos videójátéka, melyet a Milestone fejlesztett és a Bigben Interactive jelentett meg 2013. október 25-én PlayStation 3, PlayStation Vita és Xbox 360 játékkonzolokra, illetve Microsoft Windows operációs rendszerre.

## Csapatok és pilóták
WRC :
| Gyártó                              | Csapat                                   | Pilóta             | Navigátor            |
| ----------------------------------- | ---------------------------------------- | ------------------ | -------------------- |
| Citroën (Citroën DS3 WRC)           | Citroën Total Abu Dhabi World Rally Team |                    |                      |
| Citroën (Citroën DS3 WRC)           | Citroën Total Abu Dhabi World Rally Team | Sébastien Loeb     | Daniel Elena         |
| Citroën (Citroën DS3 WRC)           | Citroën Total Abu Dhabi World Rally Team | Mikko Hirvonen     | Jarmo Lehtinen       |
| Citroën (Citroën DS3 WRC)           | Abu Dhabi Citroën Total World Rally Team |                    |                      |
| Citroën (Citroën DS3 WRC)           | Dani Sordo                               | Carlos Del Barrio  |                      |
| Citroën (Citroën DS3 WRC)           | Hálid al-Kászimi                         | Scott Martin       |                      |
| Citroën (Citroën DS3 WRC)           | Guerra Team                              | Benito Guerra      | Borja Rozada         |
| Ford (Ford Fiesta RS WRC)           | Qatar M-Sport World Rally Team           |                    |                      |
| Ford (Ford Fiesta RS WRC)           | Qatar M-Sport World Rally Team           | Mads Østberg       | Jonas Andersson      |
| Ford (Ford Fiesta RS WRC)           | Qatar M-Sport World Rally Team           | Jevgenyij Novikov  | Ilka Minor           |
| Ford (Ford Fiesta RS WRC)           | Qatar World Rally Team                   | Nászer el-Attija   | Giovanni Bernacchini |
| Ford (Ford Fiesta RS WRC)           | Qatar World Rally Team                   | Juho Hänninen      | Tomi Tuominen        |
| Ford (Ford Fiesta RS WRC)           | Qatar World Rally Team                   | Thierry Neuville   | Nicolas Gilsoul      |
| Ford (Ford Fiesta RS WRC)           | Jipocar Czech Ford National Team         | Martin Prokop      | Michal Ernst         |
| Ford (Ford Fiesta RS WRC)           | Ketomaa Team                             | Jari Ketomaa       | Kaj Lindström        |
| Ford (Ford Fiesta RS WRC)           | Maurin Team                              | Julien Maurin      | Nicolas Klinger      |
| Hyundai (Hyundai i20 WRC tesztautó) | Hyundai Motorsport                       | Mirko Marassi      | Luca Simonotti       |
| Mini (Mini John Cooper Works WRC)   | Lotos Team WRC                           | Michał Kościuszko  | Maciej Szczepaniak   |
| Mini (Mini John Cooper Works WRC)   | Nikara Team                              | Jarkko Nikara      | Jarkko Kalliolepo    |
| Volkswagen (Volkswagen Polo R WRC)  | Volkswagen Motorsport                    | Jari-Matti Latvala | Miikka Anttila       |
| Volkswagen (Volkswagen Polo R WRC)  | Volkswagen Motorsport                    | Sébastien Ogier    | Julien Ingrassia     |
| Volkswagen (Volkswagen Polo R WRC)  | Volkswagen Motorsport II                 | Andreas Mikkelsen  | Mikko Markkula       |

WRC 2 :
| Gyártó                                   | Csapat                         | Pilóta               | Navigátor        |
| ---------------------------------------- | ------------------------------ | -------------------- | ---------------- |
| Citroën (Citroën DS3 RRC)                | Kubica Team                    | Robert Kubica        | Maciek Baran     |
| Ford (Ford Fiesta RRC)                   | Yazeed Racing                  | Yazeed Al-Rajhi      | Michael Orr      |
| Ford (Ford Fiesta RRC)                   | Seashore Qatar Rally Team      | Abdulaziz Al-Kuwari  | Killian Duffy    |
| Ford (Ford Fiesta RRC)                   | Qatar M-Sport World Rally Team | Elfyn Evans          | Daniel Barritt   |
| Ford (Ford Fiesta RRC)                   | Fnckmatiè World Rally Team     | Lorenzo Bertelli     | Mitia Dotta      |
| Ford (Ford Fiesta RRC)                   | Barrable Team                  | Robert Barrable      | Stuart Loudon    |
| Ford (Ford Fiesta RRC)                   | DMACK-Autotek                  | Eyvind Brynildsen    | Maria Andersson  |
| Ford (Ford Fiesta RRC)                   | E2 Tre Colli World Rally Team  | Edoardo Bresolin     | Rudy Pollet      |
| Ford (Ford Fiesta RRC)                   | Bosowa Rally Team              | Subhan Aksa          | Nicola Arena     |
| Mini (Mini John Cooper Works S2000 1.6T) | Mentos Ascania Racing          | Valerij Gorban       | Vladimir Korszja |
| Mini (Mini John Cooper Works S2000 1.6T) | Mentos Ascania Racing          | Olekszij Kikiresko   | Sergei Larens    |
| Mitsubishi (Mitsubishi Lancer Evo IX)    | Semerád                        | Martin Hudec         | Jakub Kotál      |
| Mitsubishi (Mitsubishi Lancer Evo X)     | Fuchs Team                     | Nicolàs Fuchs        | Fernando Mussano |
| Mitsubishi (Mitsubishi Lancer Evo X)     | Triviño World Rally Team       | Ricardo Triviño      | Alex Haro        |
| Mitsubishi (Mitsubishi Lancer Evo X)     | Villanueva Team                | Alexander Villanueva | Óscar Sánchez    |
| Mitsubishi (Mitsubishi Lancer Evo X)     | Vallario Team                  | Marco Vallario       | Antonio Pascale  |
| Peugeot (Peugeot 207 S2000)              | Olivier Burri Team             | Olivier Burri        | Guillaume Duval  |
| Proton (Proton Satria Neo S2000)         | Proton Motorsport              | Per-Gunnar Andersson | Emil Axelsson    |
| Škoda (Škoda Fabia S2000)                | Škoda Auto Deutschland         | Sepp Wiegand         | Frank Christian  |
| Škoda (Škoda Fabia S2000)                | Škoda Motorsport               | Esapekka Lappi       | Janne Ferm       |
| Škoda (Škoda Fabia S2000)                | Skydive Dubai Rally Team       | Rashid al Ketbi      | Karina Hepperle  |
| Škoda (Škoda Fabia S2000)                | Kondrakhin Team                | Nikita Kondrakhin    | Danilo Fappani   |
| Subaru (Subaru Impreza WRX Sti)          | Symtech Racing                 | Jurij Protaszov      | Kuldar Sikk      |
| Subaru (Subaru Impreza WRX Sti)          | Stohl Racing                   | Armin Kremer         | Klaus Wicha      |
| Subaru (Subaru Impreza WRX Sti)          | Grøndal Team                   | Anders Grøndal       | Trond Svensden   |
| Subaru (Subaru Impreza WRX Sti)          | Smailov Team                   | Arman Smailov        | Andrej Ruszov    |
| Subaru (Subaru Impreza WRX Sti)          | Top Run Racing                 | Marcos Ligato        | Rubén García     |

WRC 3 :
| Gyártó                    | Csapat                        | Pilóta               | Navigátor           |
| ------------------------- | ----------------------------- | -------------------- | ------------------- |
| Citroën (Citroën DS3 R3T) | Chardonnet Team               | Sébastien Chardonnet | Thibault de la Haye |
| Citroën (Citroën DS3 R3T) | Gilbert Team                  | Quentin Gilbert      | Isabelle Galmiche   |
| Citroën (Citroën DS3 R3T) | Saintéloc Racing              | Alistair Fisher      | Gordon Noble        |
| Citroën (Citroën DS3 R3T) | Saintéloc Racing              | Simone Campedelli    | Matteo Chiarcossi   |
| Citroën (Citroën DS3 R3T) | Bouffier Team                 | Bryan Bouffier       | Xavier Panseri      |
| Citroën (Citroën DS3 R3T) | Parli Team                    | Francesco Parli      | Tania Canton        |
| Citroën (Citroën DS3 R3T) | Della Casa Team               | Federico Della Casa  | Marco Menchini      |
| Citroën (Citroën DS3 R3T) | ADAC Team Weser-Ems           | Christian Riedemann  | Lara Vanneste       |
| Citroën (Citroën DS3 R3T) | Charles Hurst Citroën Belfast | Keith Cronin         | Marshall Clarke     |

Junior WRC :
| Gyártó                | Csapat                    | Pilóta              | Navigátor        |
| --------------------- | ------------------------- | ------------------- | ---------------- |
| Ford (Ford Fiesta R2) | Pärn Team                 | Sander Pärn         | Ken Järveoja     |
| Ford (Ford Fiesta R2) | Tidemand Team             | Pontus Tidemand     | Ola Fløene       |
| Ford (Ford Fiesta R2) | Styllex Motorsport        | Martin Koči         | Petr Starý       |
| Ford (Ford Fiesta R2) | ACSM Rallye Team          | José Antonio Suárez | Cándido Carrera  |
| Ford (Ford Fiesta R2) | Lemes Team                | Yeray Lemes         | Rogelio Peñate   |
| Ford (Ford Fiesta R2) | Amberg Team               | Andreas Amberg      | Mikko Lukka      |
| Ford (Ford Fiesta R2) | Castrol Ford Team Türkiye | Murat Bostancı      | Onur Vatansever  |
| Ford (Ford Fiesta R2) | Burri Team                | Michaël Burri       | Gabin Moreau     |
| Ford (Ford Fiesta R2) | Nieminen Team             | Niko Nieminen       | Michael Korhonen |
| Ford (Ford Fiesta R2) | Aasen Team                | Marius Aasen        | Marlene Engan    |